# John de Coutances
John de Coutances († 24. oder 25. September 1198) war ein anglonormannischer Geistlicher, der ab 1196 Bischof von Worcester war.

## Herkunft und Karriere als Geistlicher
John de Coutances stammte aus einer anglonormannischen Familie, der mehrere einflussreiche Geistliche angehörten. Sein Onkel war Walter de Coutances, der ab 1184 Erzbischof von Rouen war und auch zeitweise als königlicher Justiciar von England diente. John wird erstmals 1182 als Kämmerer der Diözese Lisieux erwähnt. Vielleicht schon damals förderte sein Onkel Walter seine Karriere. Als sein Onkel 1183 Bischof von Lincoln wurde, wurde John wenig später Archidiakon von Oxford. Dort beschäftigte er einen Vertreter, während er noch eine Schule, möglicherweise in Oxford besuchte. Auf Veranlassung seines Onkels wurde er 1188 Dekan von Rouen. Zu seinen weiteren Ämtern gehörte das Rektorat von Abbots Ripton in Cambridgeshire und das von Sutton Plymouth in Devon, das zuvor eine Pfründe seines Onkels gewesen war. Anscheinend erhielt er alle seine Ämter durch Patronage seines Onkels. Am 3. September 1189 nahm er im Gefolge seines Onkels an der Königskrönung von Richard Löwenherz in Westminster Abbey teil. Vermutlich schon vor dem 25. Juni 1196 wurde Courtances wohl in der Normandie zum Bischof von Worcester gewählt, denn an diesem Tag gewährte ihm König Richard, der sich nachweislich in der Normandie aufhielt, das Recht, in Stratford upon Avon in der Diözese Worcester einen Wochenmarkt abzuhalten. Am 20. Oktober 1196 wurde Courtances von Erzbischof Hubert Walter in der Zisterzienserabtei Stratford Langthorne in Essex zum Bischof geweiht. 

## Bischof von Worcester
Wohl den Großteil des Jahres 1197 verbrachte Courtances in der Normandie. Dort verhandelte er mit seinem Onkel sowie mit Eustace, gewählter Bischof von Ely, in dem Streit seines Onkels mit König Richard über den Bau von Château Gaillard, das ohne Einverständnis seines Onkels auf seinem Gebiet erbaut wurde. Coutances galt als angesehener, gläubiger Geistlicher, doch über seine kurze Amtszeit als Bischof ist wenig Erwähnenswertes bekannt. Unter ihm begann die Entwicklung des bischöflichen Gutes von Stratford upon Avon zu einem Borough. Während seiner Amtszeit begannen die Bemühungen, Wulfstan, einen seiner Vorgänger als Bischof, heiligzusprechen. Angeblich soll Coutances im September 1198 den Leichnam Wulfstans in einer nächtlichen, geheimen Zeremonie in einen neuen Schrein vor dem Hochaltar umgebettet haben. Nur 15 Tage später starb Coutances, während Wulfstan 1203 heiliggesprochen wurde. Coutances wurde wahrscheinlich in der Kathedrale von Worcester bestattet.